# Júnior Negão
Hilton Santos Júnior dit Júnior Negão, né le 29 mars 1965 à Rio de Janeiro, est un joueur brésilien de beach soccer. Il est le deuxième meilleur buteur de l'histoire de la sélection brésilienne de la discipline et auteur du premier but de l'histoire de la Seleção en 1993.

## Biographie
Júnior Negão intègre l'équipe du Brésil de beach soccer à sa création en 1993.
En 2008, avant la Coupe du monde remportée par le Brésil à Marseille, Júnior Negão annonce qu'il prendra sa retraite après la compétition avec 11 titres mondiaux à son palmarès et 318 buts en autant matches avec la Seleção. À 44 ans, il remporte la finale 5 buts à 3 contre l'Italie, terminant sa carrière internationale sur une série de 73 matches sans défaite. En vert et or, il remporte les 13 premiers titres de champion du monde du Brésil.
Après la finale du Championnat des États brésiliens 2008, Junior Negão est honoré par la Confédération du Brésil de beach soccer (CBBS). Le joueur, qui a défendu les couleurs de Rio de Janeiro, venant de prendre congé définitivement des terrains de sable.
En 2010, Júnior Negão passe un mois en Russie comme formateur des entraîneurs de beach soccer. Fin 2012, Júnior Negão est nommé sélectionneur de l'équipe du Brésil de beach soccer, lui le recordman de sélection en vert et or (318 capes) et ancien capitaine,. Lors de sa première sélection, il intègre de nouveaux joueurs tels que Cezinha, Wesley, Catarino et Bokinha tout en continuant de s'appuyer sur les anciens que sont Buru, Bruno Malias, Betinho ou Sidney.

## Palmarès

### En sélection
- Coupe du monde (12)
  - Vainqueur en 1995, 1996, 1997, 1998, 1999, 2000, 2002, 2003, 2004, 2006, 2007 et 2008
  - 3e en 2005

- Championnat de beach soccer CONMEBOL (3)
  - Vainqueur en 2005, 2006 et 2008

- BSWW Mundialito (10)
  - Vainqueur en 1994, 1997, 1999, 2000, 2001, 2002, 2004, 2005, 2006 et 2007
  - Finaliste en 2003 et 2008
  - 3e en 1998

### Individuel
- Brésil
  - Recordman de sélections en équipe du Brésil[5]
  - 2e meilleur buteur de l'histoire en équipe du Brésil[1]
- Championnat des États brésiliens[8]
  - Co-meilleur joueur en 1998
  - Meilleur buteur en 1999